# Замятин, Геннадий Николаевич
Генна́дий Никола́евич Замятин (2 марта 1920, Андреевка, Яранский уезд, Вятская губерния, РСФСР — 28 июня 1990, Йошкар-Ола, Марийская ССР, РСФСР, СССР) — советский военный деятель. В годы Великой Отечественной войны — лётчик 494 истребительного авиационного полка 190 истребительной авиационной дивизии  (1944—1945). 3 Белорусский фронт, 1 Прибалтийский фронт. Участник советско-японской войны (1945) и войны в Корее (февраль-август 1952). С 1952 по 1960 гг служил в 381ОРАП (г.Чимкент).Подполковник (1960).

## Биография
Родился 2 марта 1920 года в дер. Андреевка ныне Советского района Марий Эл в семье служащих.
В 1940 году окончил 2 курса Поволжского лесотехнического института в Йошкар-Оле.
В феврале 1940 года призван в РККА. Участник Великой Отечественной войны: 1941- 1944 год Черниговская Военно-авиационная школа, с 1944 лётчик 2 авиаэскадрильи 494 истребительного авиационного полка 190 истребительной авиационной дивизии, младший лейтенант. Участник освобождения Белоруссии,Кенигсберга. Награждён орденами Красного Знамени (дважды), Отечественной войны I и II степени, Красной Звезды (дважды) и медалями.
Участник войны с Японией в 1945 году. В 1947 году окончил Высшую офицерскую авиационную школу штурманов в Краснодаре. С февраля по август 1952 годах — участник войны в Корее. В июне 1960 года вышел в отставку в звании подполковника. Награждён орденом Красной Звезды (дважды) и медалями, в том числе медалью «За боевые заслуги».
С 1962 года — начальник дорожного участка Управления строительства и ремонта автодорог при Совете Министров Марийской АССР, в 1973—1985 годах — инженер по безопасности движения ПАТП-1 города Йошкар-Олы.
Скончался 28 июня 1990 года в Йошкар-Оле.

## Награды
- Орден Красного Знамени (06.05.1945; 30.09.1945)[3]
- Орден Отечественной войны I степени (26.09.1944)[3]
- Орден Отечественной войны II степени (06.04.1985)[6]
- Орден Красной Звезды (28.09.1956; 30.12.1956)[3]
- Медаль «За боевые заслуги» (15.11.1950)[3]
- Медаль «За победу над Германией в Великой Отечественной войне 1941—1945 гг.» (09.05.1945)[3][4]
- Медаль «За взятие Кёнигсберга» (09.06.1945)[3][4]
- Медаль «За победу над Японией» (30.09.1945)[3][4]
- Медаль «За воинскую доблесть. В ознаменование 100-летия со дня рождения Владимира Ильича Ленина» (1970)
- Медаль «50 лет Монгольской Народной Армии» (15.03.1971)[7]